# Attacus mysorensis
Attacus mysorensis är en fjärilsart som beskrevs av Eugène Louis Bouvier 1936. Attacus mysorensis ingår i släktet Attacus och familjen påfågelsspinnare. Inga underarter finns listade i Catalogue of Life.